# Elezioni parlamentari in Perù del 2020
Le elezioni parlamentari in Perù del 2020 si sono tenute il 26 gennaio, a seguito dello scioglimento anticipato del Congresso disposto dal Presidente della Repubblica, Martín Vizcarra.
L'indizione delle consultazioni si inserisce nell'ambito della crisi politica apertasi nel 2017 in conseguenza dello scandalo Odebrecht, una complessa vicenda giudiziaria che ha coinvolto numerosi esponenti politici, accusati di gravi fatti di corruzione. Lo stesso capo dello Stato, Pedro Pablo Kuczynski, eletto alle presidenziali del 2016, è stato costretto alle dimissioni e arrestato.

## Risultati
| Liste                                      | Voti       | %     | Seggi |
| ------------------------------------------ | ---------- | ----- | ----- |
| Azione Popolare                            | 1 518 171  | 10,26 | 25    |
| Podemos Perú                               | 1 240 716  | 8,38  | 11    |
| Fronte Popolare Agricolo del Perù          | 1 240 084  | 8,38  | 15    |
| Alleanza per il Progresso                  | 1 178 020  | 7,96  | 22    |
| Partido Morado                             | 1 095 491  | 7,40  | 9     |
| Forza Popolare                             | 1 081 174  | 7,31  | 15    |
| Unione per il Perù                         | 1 001 716  | 6,77  | 13    |
| Fronte Ampio                               | 911 701    | 6,16  | 9     |
| Somos Perú                                 | 895 700    | 6,05  | 11    |
| Uniti per il Perù (PHP - Forza Sociale)    | 710 462    | 4,80  | –     |
| Partito Popolare Cristiano                 | 590 378    | 3,99  | –     |
| Democrazia Diretta                         | 543 956    | 3,68  | –     |
| Perù Libero                                | 502 898    | 3,40  | –     |
| Alleanza Popolare Rivoluzionaria Americana | 402 330    | 2,72  | –     |
| Avanza País                                | 373 113    | 2,52  | –     |
| Perù Patria Sicura                         | 350 121    | 2,37  | –     |
| Vamos Perú                                 | 311 413    | 2,10  | –     |
| Rinascimento Unito Nazionale               | 265 564    | 1,79  | –     |
| Partito di Solidarietà Nazionale           | 221 123    | 1,49  | –     |
| Perù Nazione                               | 206 128    | 1,39  | –     |
| Contigo                                    | 158 120    | 1,07  | –     |
| Totale                                     | 14 798 379 | 100   | 130   |

## Contrassegni elettorali
Elenco dei contrassegni elettorali presenti (nell'ordine figurante sul manifesto elettorale di Lima).
| 1. Fronte Ampio              | 8. Avanza País                                 | 15. Perù Nazione                      |
| 2. Forza Popolare            | 9. Rinascimento Unito Nazionale                | 16. Fronte Popolare Agricolo del Perù |
| 3. Uniti per il Perù         | 10. Podemos Perú                               | 17. Contigo                           |
| 4. Perù Patria Sicura        | 11. Unione per il Perù                         | 18. Perù Libero                       |
| 5. Alleanza per il Progresso | 12. Somos Perú                                 | 19. Vamos Perú                        |
| 6. Partido Morado            | 13. Democrazia Diretta                         | 20. Partito di Solidarietà Nazionale  |
| 7. Azione Popolare           | 14. Alleanza Popolare Rivoluzionaria Americana | 21. Partito Popolare Cristiano        |